# وراك وراك (مسلسل)
وراك وراك، مسلسل كوميدي خليجي سعودي من إنتاج تلفزيون المملكة العربية السعودية. يُشارك في بطولته خالد سامي، وبشير الغنيم، وفخرية خميس، وهو من تأليف وإخراج خالد سامي.

## المشاركون
- لطيفة المجرن.
- شفيقة يوسف.
- أغادير السعيد.
- أمينة القفاص.
- وجنات الرهبيني.
- علي السبع.
- عبد الله المزيني.
- مرزوق الغامدي.